# Dino Compagni
Dino Compagni (ur. ok. 1255, zm. 1324 r.) – włoski pisarz historyczny, polityk, kupiec, jeden z najważniejszych XIV-wiecznych włoskich kronikarzy. Autor kroniki Cronaca delle cose occorenti ai tempi suoi (pl. Kronika spraw, które wydarzyły się w moich czasach). 
Był wpływowym kupcem, ważnym członkiem gildii kupieckiej oraz znaczącym politykiem florenckim, m.in. pełnił stanowisko priora (od 15 kwietnia 1289 do 15 czerwca tego samego roku oraz w 1301). Jako przeciwnik stronnictwa czarnych gwelfów i papieża Bonifacego VIII musiał wycofać się z życia politycznego po przegranej frakcji białych gwelfów.
W młodości pisywał poezję – był autorem szeregu sonetów i kancony, być może napisał także alegoryczny wiersz Intelligenza. Jego Kronika spraw... powstała w latach 1310-1312 i obejmowała wydarzenia wcześniejsze, w których uczestniczył osobiście. Kronika zawierała niewiele dokładnych dat, pojawiło się też kilka niedokładności faktograficznych, generalnie jednak kronika była bardzo wiarygodna i zgodna z zachowanymi materiałami źródłowymi.